# Чеботаревский, Юрий Викторович
Чеботаревский Юрий Викторович — известный советский и российский ученый, действительный член Академии навигации и управления движением Российской Федерации, Академии инженерных наук Российской Федерации, Академии военных наук Российской Федерации, Международной академии информатизации. Член головного научно-технического Совета по программе «Комплексная автоматизированная система планирования бюджета и контингента студентов в высших учебных заведениях Госкомвуза России», Европейской ассоциации международного образования, ректор Саратовского государственного технического университета(1998-2008). 
Доктор технических наук, профессор.
Родился 14 августа 1946 года в г. Осипенко Запорожской области, гражданин России. В 1964 году закончил Саратовский авиационный техникум, в 1969 году – Саратовский политехнический институт, в 1973 году – аспирантуру этого же института. С 1969 года его научная и педагогическая деятельность связана с Саратовским государственным техническим университетом (СГТУ), где он занимал должности инженера, ассистента, старшего преподавателя, доцента, профессора, зав. кафедрой теоретической механики. С 1989 года – первый проректор, а с февраля 1998 года по 24 марта 2008 года – ректор СГТУ, с апреля 2008 года заведующий кафедрой теоретической механики.
В 1973 году защитил кандидатскую диссертацию в Ленинградском электротехническом институте им. В. И. Ульянова-Ленина, в 1986 году – докторскую диссертацию в Ленинградском политехническом институте им. М. И. Калинина.
Научные исследования Ю. В. Чеботаревского посвящены изучению проблем теплофизики, механики и термомеханики твердого тела, экономики и управления системой образования. Полученные им теоретические результаты легли в основу создания серии из 20 промышленных лазерных технологических установок.
В соавторстве создал 180 публикаций,  в России и за рубежом, в их числе 12 изобретений, 10 монографий. Под его руководством защищено 10 кандидатских и 2 докторских диссертации.
Благодаря эффективному руководству Ю. В. Чеботаревского и усилиям всего коллектива Саратовский государственный технический университет стал одним из ведущих учебных и исследовательских центров России. По рейтингу Федерального агентства по образованию за 2006 г. университет занял 11 место среди 169 технических и технологических вузов страны. Соответствующий мировым стандартам качества уровень подготовки специалистов позволил СГТУ, единственному из саратовских вузов, войти в высшую категорию высших учебных заведений страны по результатам рейтинга, проведенного общественным объединением «Деловая Россия» в 2007 году.

## Награды
За создание конструктивно-технологической и функциональной базы нового поколения СВЧ приборов специального назначения на основе лазерных методов обработки и измерений в 1991 году Ю. В. Чеботаревскому присуждена Государственная премия СССР. 
Является лауреатом премии Президента РФ в области образования (2005) за научно-практическую разработку «Университетский учебно-научно-производственный комплекс как основа развития образования, экономики и социальной сферы региона». 
За научные достижения в области управления движущимися объектами Чеботаревский Ю. В. дважды награждён медалью К. Э. Циолковского.
За успехи в научной, педагогической и общественной деятельности Чеботаревский Ю. В. награждён орденом Дружбы и пятью медалями.
За активное участие в избирательной кампании по выборам Президента РФ в 2004 году в качестве доверенного лица Президента Путина В. В. получил благодарственное письмо Президента Российской Федерации 
Ему присвоены звания «Почетный работник высшего профессионального образования Российской Федерации» и «Почётный работник науки и техники Российской Федерации».